# Borís III de Bulgària
Borís III (Sofia, 30 de gener de 1894 - Sofia, 28 d'agost de 1943) fou el segon rei de Bulgària de la dinastia dels Saxònia-Coburg Gotha. Rei de Bulgària des de 1918 quan substituí al seu pare, el rei Ferran I de Bulgària i fins a l'any 1943, quan morí en un accident automobilístic sobre el qual encara avui existeixen dubtes sobre un possible regicidi pels nacionalsocialistes.

## Biografia
Nascut el 30 de gener de 1894 al Palau Reial de Sofia, essent fill del rei Ferran I de Bulgària i de la princesa Maria Lluïsa de Borbó-Parma. Borís era net per part de pare del príncep August de Saxònia-Coburg Gotha i de la princesa Clementina d'Orleans que era filla del rei Lluís Felip I de França i de la princesa Maria Amèlia de Borbó-Dues Sicílies i per part de mare del duc Robert I de Parma i de la princesa Maria Pia de Borbó-Dues Sicílies.
Arran de l'entrada a la Primera Guerra Mundial, Bulgària es veié enfrontada a la majoria dels seus veïns: Grècia, Sèrbia i Romania. El país lluità al costat de l'imperi austrohongarès per frenar la invasió francobritànica a Salònica l'any 1915 i de mica en mica la resistència búlgara s'anà debilitant progressivament fins que durant el mes d'octubre de l'any 1918 el rei Ferran I de Bulgària hagués d'abdicar en favor del seu fill per salvar la monarquia.
Així, durant el col·lapse de Bulgària de l'últim mes de la guerra, fou proclamat sobirà del país el príncep hereu Borís amb el nom de Borís III. Bulgària fou l'únic país combatent en el bàndol perdedor de la Primera Guerra Mundial que mantingué la monarquia com a forma d'estat. Malgrat tot, el país estava enormement debilitat, ja que la derrota significava la segona gran desfeta militar del país després de la Segona Guerra Balcànica l'any 1913.
El manteniment de la monarquia anà acompanyat de l'ascens d'Aleksandar Stamboliyski, del partit Unió Agrària Popular dels búlgars, com a primer ministre. Aquest ascens comptà amb l'oposició frontal de les classes mitjanes i de l'exèrcit del país que protagonitzaren un cop d'estat l'any 1923.
L'any 1925 es produí un greu accident fronterer amb Grècia i l'ombra d'una nova guerra balcànica només es pogué dissuadir gràcies a la intervenció de la Societat de Nacions. L'any 1934 un nou cop d'estat de caràcter militarista comportà l'abolició dels partits polítics i l'assumpció del poder absolut pel monarca establint un règim personal en el qual sota una façana democràtica, dominà el país de forma autocràtica.
L'any 1930 el ja rei Borís III es casà a la ciutat italiana d'Assís a l'edat de trenta-quatre anys amb la princesa Joana d'Itàlia filla del rei Víctor Manuel III d'Itàlia i de la princesa Helena de Montenegro. El matrimoni tingué dos fills:
- SAR la princesa Maria Lluïsa de Bulgària, nada a Sofia l'any 1933. Es casà en primeres núpcies amb el príncep Carles de Leiningen i en segones núpcies amb Bronislaw Chrobok
- SM el rei Simeó II de Bulgària, nat a Sofia el 1937. Es casà amb l'aristòcrata espanyola Margarita Gómez-Acebo l'any 1960 a Ginebra.

Durant els primers anys de la Segona Guerra Mundial, Bulgària romangué neutral malgrat que ben aviat poderosos grups interns abogaren per un alineament al costat de l'Eix els quals veien en la guerra una oportunitat de recuperar les cessions territorials produïdes arran de la Primera Guerra Mundial. L'any 1941 Borís ja havia establert un acord amb el govern nacionalsocialista i participà activament en les guerres d'ocupació de Iugoslàvia i Grècia amb la intenció de recuperar territoris cedits a Grècia i Iugoslàvia. Malgrat tot, Borís mostrà certes actituds que feien que Berlín no el percebés com un aliat incondicional.
A partir de l'any 1943 el Tercer Reich exigí que Bulgària enviés la població jueva del país cap a Polònia per tal de complir l'anomenada solució final pel problema jueu. Arran del coneixement de la petició es feren nombroses manifestacions públiques en què es demanava el no compliment de la petició nacionalsocialista. Malgrat que el rei era un antisemita declarat es negà a la deportació de la població jueva de Bulgària que ascendia a 50.000 persones. Tot i aquesta decisió el rei fou responsable de la deportació de 13.000 jueus dels territoris ocupats per Bulgària.
La decisió irrità a Adolf Hitler que ja ho estava per la negativa de Bulgària de declarar la guerra a la Unió Soviètica i així enviar tropes al front oriental. A tot això, s'hi afegí la capitulació del rei Víctor Manuel III d'Itàlia, sogre de Borís III. L'agost de 1943 Hitler sotmeté al rei Borís III a una tempestuosa entrevista a Berlín en la qual Borís es negà de nou a declarar la guerra al Regne Unit i a la Unió Soviètica. Poc després de l'entrevista i mentre conduïa un cotxe que el portaria de nou a Sofia, el conductor de l'automòbil perdé el control del cotxe i tingueren un accident que provocà la mort del sobirà búlgar, en unes condicions que mai no s'han acabat d'esclarir.
Les tímides decisions del monarca en contra dels Aliats feren que entre els anys 1943 i 1944, Sofia patís importantíssims atacs aeris que destruïren la majoria de la ciutat i afectaren greument el país.